# François-Xavier Genet
Pour les articles homonymes, voir Genet.
 (janvier 2015).
François-Xavier Genet (10 juin 1759 à Lunéville - 9 décembre 1813 à Dresde) est un militaire français, commandant de la place et de l’arrondissement militaire de Port Fidèle (Saint-Gilles) en Vendée (an III - an VI).

## Biographie
Fils de Georges Genet et d'Elizabeth-Margueritte de La Marine, il entre dans la gendarmerie de France à Lunéville, compagnie d'Artois dès 1779. Il fait une campagne en Amérique puis entre dans le régiment de Chartres-infanterie le 31 décembre 1781. 
Caporal le 15 juin suivant, fourrier-écrivain le 30 décembre 1784, il se retire par congé le 9 avril 1788, au grade de sous-lieutenant. Il continue à Paris ses cours de mathématiques, de dessin et d'arpentage puis fait partie de la Garde nationale non soldée de Paris, 9e bataillon de la 2e division, du 13 juillet 1789 au 29 septembre 1791.
Lieutenant, il prend part au désarmement des Invalides, à la prise de la Bastille, aux journées des 5 et 6 octobre à Versailles. Il passe dans la Garde nationale à Rochefort (Charente-Inférieure), dans le 1er bataillon de la Charente-Inférieure le 25 octobre 1791, fait la campagne du Nord, enlève une redoute autrichienne le 30 novembre 1792 dans les bois de Vivier l'Agneau près de Sarre-Bernard. Alors engagé dans la Vendée, il est versé dans le 7e bataillon de la Charente-Inférieure de 1re formation (dit de Muron), fin mars 1793. Il obtient le grade de capitaine au mois d'octobre suivant.
Adjoint aux adjudants généraux, le 3 nivôse an II, de la division des Sables-d'Olonne, il se distingue dans la reprise du Marais de Challans et est blessé le 19 prairial an II à l'affaire du Perrier. Il est adjudant général provisoire à l'état-major de la division. Distingué ensuite dans la pacification de la Vendée, il reçoit du général en chef Lazare Hoche, à titre de récompense, une paire de pistolets sur le contingent des armes d'honneur et la nomination au grade de chef d'escadron de la gendarmerie, pour la police du département de la Vendée. 
Il n'est pas confirmé dans cette place par le Directoire exécutif. Réformé le 6 fructidor an VI, avec le traitement de son grade, il est réactivé pour la campagne de Saxe de 1813, avec le nouveau 142e régiment d'infanterie de ligne. Il prend part aux affaires de Lützen et Bautzen. 
Il est fait chevalier de la Légion d'honneur, le 14 juin 1813. Adjoint après l'armistice à l'état-major général du maréchal Ney (3e corps d'armée), il meurt le 9 décembre 1813 à Dresde, après la capitulation de la garnison, sans doute dans l'un des hôpitaux de la ville.

## Sources bibliographiques
- Jean-Pierre Chemereau, Campagnes de Vendée : François Genet (1759-1813) : commandant de la place et de l'arrondissement militaire de Port-Fidèle (Saint-Gilles), an III-an VI, Écrits d'Ouest, 2004, no 12, p. 61-105.